# Cladopsammia rolandi
Cladopsammia rolandi is een rifkoralensoort uit de familie van de Dendrophylliidae. De wetenschappelijke naam van de soort is voor het eerst geldig gepubliceerd in 1897 door Lacaze-Duthiers.